# Нидерланды на «Евровидении-2009»
Национальный финал отбора участника конкурса Евровидение 2009 состоялся в прямом эфире вечером, 1 февраля 2009 года. Нидерланды на конкурсе Евровидение в Москве представит голландская группа De Toppers с песней «Shine», (рус. "Сияние").

## «Сияние» — Ремиксы
25 февраля 2009 стало известно, что песня с которой De Toppers будут представлять Голландию в Москве претерпит некоторые стилевые изменения. Известный голландский Диджей Джон Маркс, (нидерл. "DJ John Marks") создал новую «Shine New Wave Eurovision 2009 Mix» версию песни. Кроме ранее упомянутой, «Shine» получила также и «Shine radio edition», собственно которую и будут исполнять De Toppers во втором полуфинале 14 мая, и специальную, расширенную «Shine Club extended mix» версии. Европейская презентация ремиксов состоялась 13 марта 2009 года.